# 侧条后棱蛇
侧条后棱蛇（学名：Opisthotropis lateralis）为游蛇科后棱蛇属的爬行动物。分布于越南以及中国大陆的香港、广西、贵州等地，生活习性为半水生。其常栖息于于丘陵溪谷两岸。该物种的模式产地在越南北部。

## 保护
本种于2023年被收录入《有重要生态、科学、社会价值的陆生野生动物名录》。